# SMS Erzherzog Ferdinand Max
SMS Erzherzog Ferdinand Max byla druhá ze tří bitevních lodí typu predreadnought třídy Erzherzog Karl postavených pro rakousko-uherské námořnictvo (K.u.K. Kriegsmarine). Na vodu byla spuštěna 21. května 1905 a byla přidělena ke III. bitevní eskadře.
Po většinu první světové války zůstal Erzherzog Ferdinand Max spolu se sesterskými loděmi v domovském přístavu v Pule, kromě čtyř rozkazů. V roce 1914 byl jako součást rakousko-uherské floty vyslán na ochranu úniku německých lodí SMS Goeben a SMS Breslau z Brity ovládaného Středomoří. Než byl odvolán do domovského přístavu, doplul až k Brindisi. Jeho jediné bojové nasazení proběhlo koncem května 1915, kdy se podílel na ostřelování italského přístavního města Ancona. Také se mezi 1. a 3. únorem 1918 zúčastnil potlačení velké vzpoury posádek několika křižníků v Kotoru. V červnu téhož roku se měl pokusit prorazit blokádu Otrantského průlivu, ale útok byl odvolán poté, co byl potopen dreadnought SMS Szent István. Po prohrané válce loď získalo Spojené království a v roce 1921 byl sešrotován.